# Mediolan-San Remo 2014
105. edycja wyścigu kolarskiego Mediolan-San Remo odbyła się w dniu 23 marca 2014 roku i liczyła 299 km. Wyścig figurował w rankingu światowym UCI World Tour 2014. 

## Uczestnicy
Na starcie tego klasycznego wyścigu stanęło 25 zawodowych ekip. Wśród nich znalazło się wszystkie osiemnaście ekip UCI World Tour 2014 oraz siedem innych zaproszonych przez organizatorów. Każda z drużyn wystawiła po 8 kolarzy, dzięki czemu w całym wyścigu wystartowało 200 zawodników. 
Lista drużyn uczestniczących w wyścigu:
| Numery  | Kod | Drużyna                      |
| ------- | --- | ---------------------------- |
| 1-8     | MTN | MTN-Qhubeka                  |
| 11-18   | ALM | Ag2r-La Mondiale             |
| 21-28   | AND | Androni Giocattoli-Venezuela |
| 31-38   | AST | Pro Team Astana              |
| 41-48   | BAR | Bardiani CSF                 |
| 51-58   | BEL | Belkin                       |
| 61-68   | BMC | BMC Racing Team              |
| 71-78   | CAN | Cannondale                   |
| 81-88   | FDJ | FDJ.fr                       |
| 91-98   | GRS | Garmin-Sharp                 |
| 101-108 | IAM | IAM Cycling                  |
| 111-118 | LAM | Lampre-Merida                |
| 121-128 | LTB | Lotto-Belisol                |

| Numery  | Kod | Drużyna                 |
| ------- | --- | ----------------------- |
| 131-138 | MOV | Movistar Team           |
| 141-148 | OPQ | Omega Pharma-Quick Step |
| 151-158 | OGE | Orica-GreenEDGE         |
| 161-168 | EUC | Team Europcar           |
| 171-178 | GIA | Giant-Shimano           |
| 181-188 | KAT | Team Katusha            |
| 191-198 | TNE | Team NetApp-Endura      |
| 201-208 | SKY | Team Sky                |
| 211-218 | TTS | Team Tinkoff-Saxo       |
| 221-228 | TRE | Trek Factory Racing     |
| 231-238 | UHC | Unitedhealthcare        |
| 241-248 | NRI | Neri Sottoli            |

## Klasyfikacja generalna
| M-ce | Imię i nazwisko    | Kraj            | Drużyna                 | Czas       |
| ---- | ------------------ | --------------- | ----------------------- | ---------- |
| 1.   | Alexander Kristoff | Norwegia        | Team Katusha            | 6h 55' 56" |
| 2.   | Fabian Cancellara  | Szwajcaria      | Trek Factory Racing     | + 0"       |
| 3.   | Ben Swift          | Wielka Brytania | Team Sky                | + 0"       |
| 4.   | Juan José Lobato   | Hiszpania       | Movistar Team           | + 0"       |
| 5.   | Mark Cavendish     | Wielka Brytania | Omega Pharma-Quick Step | + 0"       |
| 6.   | Sonny Colbrelli    | Włochy          | Bardiani CSF            | + 0"       |
| 7.   | Zdeněk Štybar      | Czechy          | Omega Pharma-Quick Step | + 0"       |
| 8.   | Sacha Modolo       | Włochy          | Lampre-Merida           | + 0"       |
| 9.   | Gerald Ciolek      | Niemcy          | MTN-Qhubeka             | + 0"       |
| 10.  | Peter Sagan        | Słowacja        | Cannondale              | + 0"       |